# Xã Canton, Quận Lincoln, South Dakota
Xã Canton (tiếng Anh: Canton Township) là một xã thuộc quận Lincoln, tiểu bang Nam Dakota, Hoa Kỳ. Năm 2010, dân số của xã này là 526 người.